# Bashmakovsky (huyện)
Huyện Bashmakovsky (tiếng Nga: ? райо́н) là một huyện hành chính tự quản (raion), của Tỉnh Penza, Nga. Huyện có diện tích 1635 km². Trung tâm của huyện đóng ở Bashmakovo.